# 郭鼎
郭鼎（1428年—？），字玉鉉，山東東昌府武城縣人，明朝政治人物。進士出身。

## 生平
山東鄉試第三十名。天順八年（1464年）甲申科會試第二百三十名，殿試登進士第三甲第一百六十七名。

## 家族
曾祖父郭希能。祖父郭勝。父亲郭顒。